# 陸希質
陸 希質（りく きしつ、492年 - 549年）は、北魏から東魏にかけての官僚・軍人。字は幼成。本貫は河南郡洛陽県。

## 経歴
陸叡の子として生まれた。員外郎を初任とし、侍御史を兼ねた。しばらくして散騎侍郎・陽城郡太守に転じた。孝荘帝の初年、龍驤将軍・膠州刺史に任じられた。南朝梁が数万の軍を発して鬱洲から膠州に侵攻してくると、希質はこれを討って撃破した。龍驤将軍のまま建州刺史に転じた。530年（永安3年）、爾朱栄が殺害され、爾朱世隆が兵を率いて晋陽へ向かうと、希質は建州の州城を守って爾朱世隆を阻んだが、城は陥落して捕らえられ、兄の陸希道の子の陸士廉が殺害された。希質の妻の元氏が、爾朱栄の妻の兄の孫だったため、希質は一命を赦された。東魏の天平初年、給事黄門侍郎となった。魏尹に任じられ、太常卿・衛大将軍・都官尚書に転じた。山偉や宇文忠之らと朋党を結んで、士人を排斥したために憎まれた。549年（武定7年）夏、死去した。享年は58。驃騎大将軍・中書監・青州刺史の位を追贈された。諡は文といった。

## 子女
- 陸珣（字は子琰、開府参軍、反乱に遭って弟の陸瑾とともに殺害された）
- 陸瑾（字は子瑜、反乱に遭って兄の陸珣とともに殺害された）
- 陸瓘（字は子璧）
- 陸悉達（武定年間に儀同開府参軍）

## 伝記資料
- 『魏書』巻40 列伝第28
- 『北史』巻28 列伝第16